# پاروتیت
پاروتیت (انگلیسی: Parotitis) التهاب یک یا هر دو غده بناگوشی است. این غده مهم‌ترین غده تولیدکننده بزاق است که در هر دو سوی صورت انسان و در کنار گوش‌ها قرار دارد. این غده بیشتر از دیگر غدد بزاقی دچار تورم و التهاب می‌شود. این التهاب می‌تواند توسط انواع باکتری‌ها از جمله استافیلوکوکوس اورئوس، اشریشیا کلی و یا هر باکتری دارای زندگی همسفرگی در این ناحیه ایجاد شود. گاهی این التهاب می‌تواند ناشی از کم‌آبی بدن به‌ویژه پس از عمل‌های جراحی در افراد سالمند ایجاد شود.